# Rudolfus Collinus
Rudolfus Collinus, eigentlich Rudolf Ambühl (* 1499 in Gundolingen, Kanton Luzern; † 9. März 1578 in Zürich) war ein Schweizer Humanist und bedeutender Weggefährte von Ulrich Zwingli. Das Wort „Bühl“ bedeutet „Hügel“, daher die Latinisierung „Collinus“ (zu lat. collis Hügel). Manchmal trat er auch als Clivanus auf (zu lat. clivus Abhang).

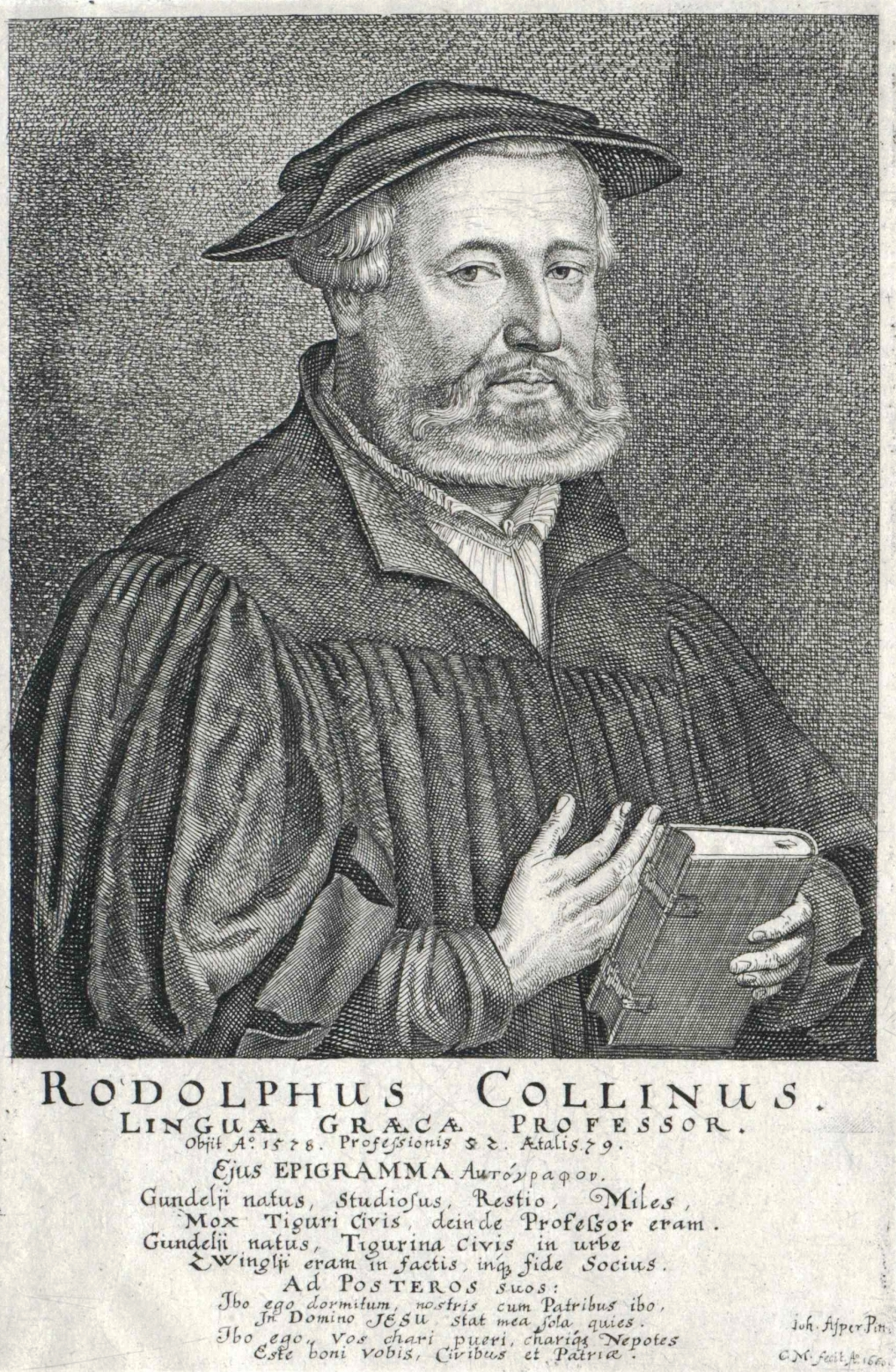
Rodolfus Collinus, Stich von Conrad Meyer nach Hans Asper (1660)

## Leben
Nach Schulen und Studien in Beromünster, Luzern, Basel, Wien und Mailand wurde er Klosterlehrer im Kloster St. Urban. 1524 zog er nach Zürich, um die Reformation zu unterstützen, und machte eine Seilerlehre, um seinen Lebensunterhalt verdienen zu können. 1524 nahm Colinus an einem Zug radikaler Unterstützer der Waldshuter Täufergemeinde  unter  Balthasar Hubmaier teil.  Im gleichen Jahr nahm er an dem gescheiterten Rückeroberungszug Herzog Ulrich von Württembergs teil. 1526 wurde er von Zwingli zum Professor für Griechisch am Carolinum berufen. Er nahm an der Berner Disputation von 1528 und dem Marburger Religionsgespräch von 1529 teil. Er verfasste unter anderem auch lateinische Übersetzungen von Werken des Euripides und Demosthenes sowie eine Autobiographie.